# 好きな人がいること (曲)
「好きな人がいること」（すきなひとがいること）は、2016年8月31日にSony RecordsよりリリースされたJY（知英）の2枚目のシングルである。

## 概要
前作「最後のサヨナラ」から約5か月ぶりとなる。また、今回初めて本人が自らシングル表題曲の作詞に協力した。
表題曲「好きな人がいること」は、2016年7月から9月にかけて放送されたフジテレビ系月9ドラマ『好きな人がいること』の主題歌としてタイアップされ、JY（知英）自身もテレビドラマ最終回にてカメオ出演した。
『桑田佳祐のやさしい夜遊び』（TOKYO FM）内の企画「桑田佳祐が選ぶ2016年邦楽ベスト20」で表題曲が20位内（番組の便宜上の設定であり、歌詞・プロフィール・顔写真などの資料は一切見ずに選曲されている）にランクインしている。
LINE MUSICが2020年6月11日に5周年を記念して行われた調査で、2015年 - 2020年までの5年間のうち、最もLINE着うた（呼出音・着信音含む）に設定された楽曲として選ばれた。

## 収録曲
販売形態は、完全生産限定盤・初回生産限定盤・通常盤の3形態があり、それぞれ収録内容が若干異なるため、ここでは別々に記載する。

### 完全生産限定盤

#### CD
1. 好きな人がいること
  - 作詞：JY、山本加津彦、作曲：山本加津彦
  - フジテレビ系ドラマ『好きな人がいること』主題歌
2. Hello Mr.
  - 作詞・作曲：山本加津彦
3. 夢先案内人
  - 作詞：阿木燿子、作曲：宇崎竜童、編曲：萩田光雄
  - 原曲：山口百恵
4. 好きな人がいること -instrumental-

#### DVD
- 「好きな人がいること」Music Video
- making of「好きな人がいること」

### 初回生産限定盤

#### CD
完全生産限定盤と同内容。

#### DVD
- 「好きな人がいること」Music Video +α

### 通常盤

#### CD
1. 好きな人がいること
2. Hello Mr.
3. 夢先案内人
4. 好きな人がいること -Piano Slow Edit-

## 収録アルバム
- Many Faces～多面性～（#1）